# Jamesonia elongata
Jamesonia elongata är en kantbräkenväxtart som beskrevs av John Smith. Jamesonia elongata ingår i släktet Jamesonia och familjen Pteridaceae. Inga underarter finns listade.